# Thị giác thích nghi tối

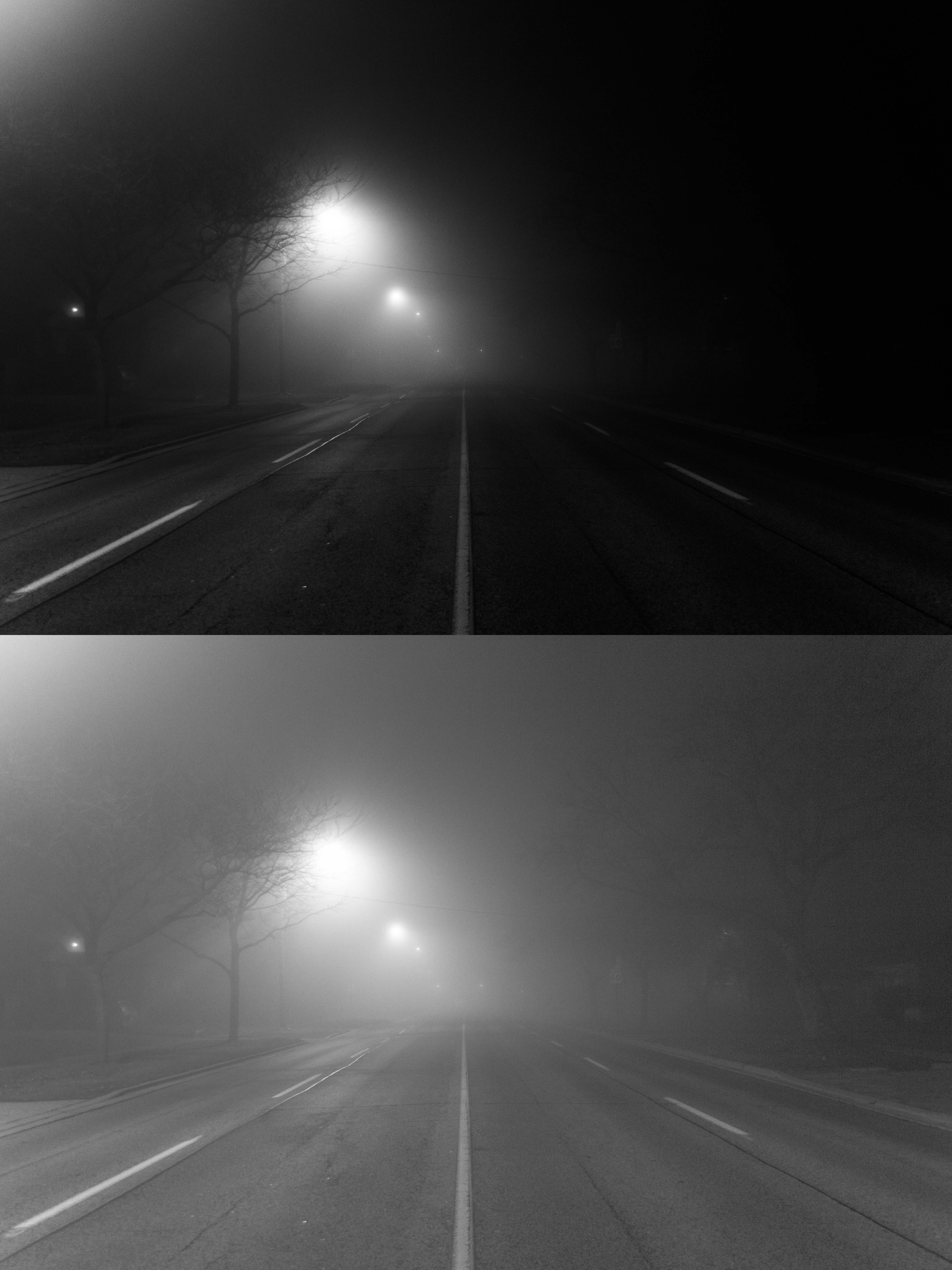
Các ví dụ giả lập về thị giác trong điều kiện chiếu sáng thấp. Trên: mắt người; dưới: mắt mèo.

Trong nghiên cứu về cảm nhận thị giác ở người, thị giác thích nghi tối hay thị giác ban đêm hoặc scotopia (trong tiếng Tân Latinh) là thị giác của mắt trong các điều kiện chiếu sáng thấp. Thuật ngữ scotopia đến từ tiếng Hy Lạp cổ σκότος (skotos) nghĩa là "tối" và -opia (ὤψ (ops) + -ία (-ia)) nghĩa là "một điều kiện của thị giác".
Ở mắt người, các tế bào nón không hoạt động khi độ chiếu sáng thấp. Thị giác thích nghi tối được tạo ra chỉ duy nhất thông qua các tế bào que – tập trung với mật độ cao ở góc khoảng 10-20° xung quanh vùng trũng trung tâm (fovea centralis) nhưng không có tại vùng trũng trung tâm (nơi mắt có độ tinh thị giác cao nhất) và điểm mù, là các tế bào rất nhạy sáng và nhạy sáng nhất ở các bước sóng khoảng 498 nm (xanh lục–lam) và không nhạy đối với các bước sóng dài hơn khoảng 640 nm (da cam ánh đỏ). Điều kiện này được gọi là hiệu ứng Purkinje.

## Mạch võng mạc

Độ nhạy cảm bước sóng của các tế bào nón bước sóng ngắn (S), vừa (M) và dài (L) so với các tế bào que (R).

Trong hai loại tế bào cảm quang trong võng mạc, các tế bào que chi phối thị giác thích nghi tối. Điều này là do độ nhạy cảm rất cao của phân tử sắc tố quang rhodopsin biểu lộ trong các tế bào que, trái với các sắc tố quang photopsin trong các tế bào nón. Các tế bào que gửi tín hiệu gia tăng ánh sáng tới các tế bào lưỡng cực que, là các tế bào không giống như phần lớn các loại tế bào lưỡng cực khác ở chỗ không hình thành các kết nối trực tiếp với các tế bào hạch thần kinh võng mạc – các nơron đầu ra của võng mạc. Thay vì thế, hai loại tế bào không sợi trục dài – gọi là AII và A17 – cho phép dòng thông tin bên chuyển từ các tế bào lưỡng cực que tới các tế bào lưỡng cực nón, và tới lượt mình thì các tế bào lưỡng cực nón tiếp xúc với các tế bào hạch thần kinh võng mạc. Các tín hiệu từ các tế bào que, qua trung gian là các tế bào không sợi nhánh dài, vì thế là chi phối thị giác thích ứng tối.

## Độ chói
Thị giác thích nghi tối ở mắt người diễn ra với độ chói (hay độ trưng sáng) trong khoảng từ 10−8 tới 10−3,5 cd/m2; nhưng có vài nguồn cho là từ 10−2,5 cd/m2 hoặc 10−2 cd/m2 trở xuống.
Các loài khác không phải là mù màu phổ quát trong các điều kiện chiếu sáng thấp. Ví dụ, loài bướm đêm vòi voi (Deilephila elpenor) thể hiện sự phân biệt màu sắc cao ngay cả trong điều kiện ánh sáng sao mờ nhạt.
Thị giác trung gian sáng tối hay thị giác chạng vạng diễn ra trong các điều kiện chiếu sáng trung gian (độ trưng sáng ở mức 10−3,5 (hoặc 10−2,5) tới 100,5 (hoặc 101) cd/m2) và nó là tổ hợp của cả thị giác thích nghi tối và thị giác thích nghi sáng. Nó tạo ra độ tinh thị giác và độ phân biệt màu không chính xác.
Trong điều kiện chiếu sáng thông thường (độ chói hay độ trưng sáng từ 101 đến 108 cd/m2), thì thị giác từ các tế bào nón chi phối và tạo ra thị giác thích nghi sáng. Nó tạo ra độ tinh thị giác (VA) và sự phân biệt màu sắc tốt.
Trong một số tài liệu khoa học về màu sắc và thị giác bằng tiếng Anh đôi khi người ta dùng thuật ngữ scotopic lux trong tương ứng với photopic lux, nhưng thay vì sử dụng hàm độ sáng thích nghi sáng thì nó sử dụng hàm độ sáng thích nghi tối.

## Độ nhạy bước sóng

Hàm độ sáng thích nghi tối CIE 1951. Trục hoành là bước sóng tính bằng nm.

Độ nhạy bước sóng trong thị giác thích nghi tối được xác định bằng sắc tố quang rhodopsin. Đây là một sắc tố màu đỏ được nhìn thấy ở phần sau của mắt ở động vật có nền phản xạ màu trắng được gọi là tapetum lucidum ở mắt của chúng. Sắc tố này là không đáng chú ý trong các điều kiện thị giác thích nghi sáng và thị giác thích nghi trung gian sáng tối nhưng đóng vai trò quan trọng trong thị giác thích nghi tối. Về mặt đặc trưng, khi sắc tố quang trong tế bào que phơi sáng, nó trải qua một loạt các thay đổi nhanh chóng về trạng thái hóa học. Bất cứ khi nào một lượng tử ánh sáng được sắc tố quang rhodopsin hấp thụ, nó sẽ trải qua một chuỗi các sự kiện cụ thể dẫn đến sự phân hủy của phân tử rhodopsin thành opsin và vitamin A.
Khi một phân tử nào đó của sắc tố quang này hấp thụ ánh sáng, thì tác động lên nó là như nhau cho dù bước sóng của ánh sáng bị hấp thụ có thể là bao nhiêu. Do đó, mặc dù lượng tử ở 400 nm có nhiều năng lượng hơn lượng tử ở 700 nm, nhưng chuỗi phản ứng của rhodopsin đối với sự hấp thụ lượng tử 400 nm cũng giống như chuỗi phản ứng của nó với lượng tử 700 nm. W. Rushton sử dụng từ đơn biến (univariance) cho nguyên lý phát biểu rằng một sắc tố quang chỉ tạo ra phản ứng một biến duy nhất đối với ánh sáng chiếu tới. Sắc tố quang này ánh xạ tất cả các ánh sáng đầu vào thành kết quả đầu ra một biến duy nhất là tốc độ hấp thụ ánh sáng. Phản ứng của sắc tố quang này không mã hóa bất kỳ thông tin nào về thành phần quang phổ tương đối của ánh sáng chiếu tới. Điều này giải thích tại sao mắt người không thể phân biệt giữa các ánh sáng có phân bố công suất quang phổ khác nhau trong các điều kiện thị giác thích nghi tối.
Tuy nhiên, đơn biến không có nghĩa là sắc tố quang này phản ứng như nhau với tất cả các bước sóng trong ánh sáng quang phổ. Sắc tố quang này có khả năng hấp thụ một số bước sóng ánh sáng cao hơn nhiều so với các bước sóng khác. Tuy nhiên, nguyên lý đơn biến khẳng định rằng một khi bị hấp thụ, tất cả các lượng tử đều có hiệu ứng thị giác như nhau.
Hiệu suất thích nghi tối tối đa là 1.700 lm/W ở bước sóng 507 nm (so với 683 lm/W ở bước sóng 555 nm của hiệu suất thích nghi sáng tối đa). Trong khi tỷ lệ của các hiệu suất thích nghi tối và thích nghi sáng là khoảng 2,5 tính ở độ nhạy cực đại, nhưng tỷ lệ này sẽ tăng lên nhiều lần khi ở các bước sóng dưới 500 nm.
Một lý do khác khiến thị lực kém trong thị giác thích nghi tối là do các tế bào que là các tế bào duy nhất hoạt động trong điều kiện thị giác thích nghi tối, chỉ hội tụ lại với một lượng nhỏ hơn các tế bào thần kinh trong võng mạc. Tỷ lệ nhiều trên một này dẫn đến làm tăng độ nhạy tương phản (CS) nhưng giảm độ tinh thị giác (VA); vì thế thị giác do tế bào que khởi xướng không dung giải tốt các chi tiết không gian tinh tế và như thế làm giảm độ nhạy tần suất không gian.